# Rencks Park

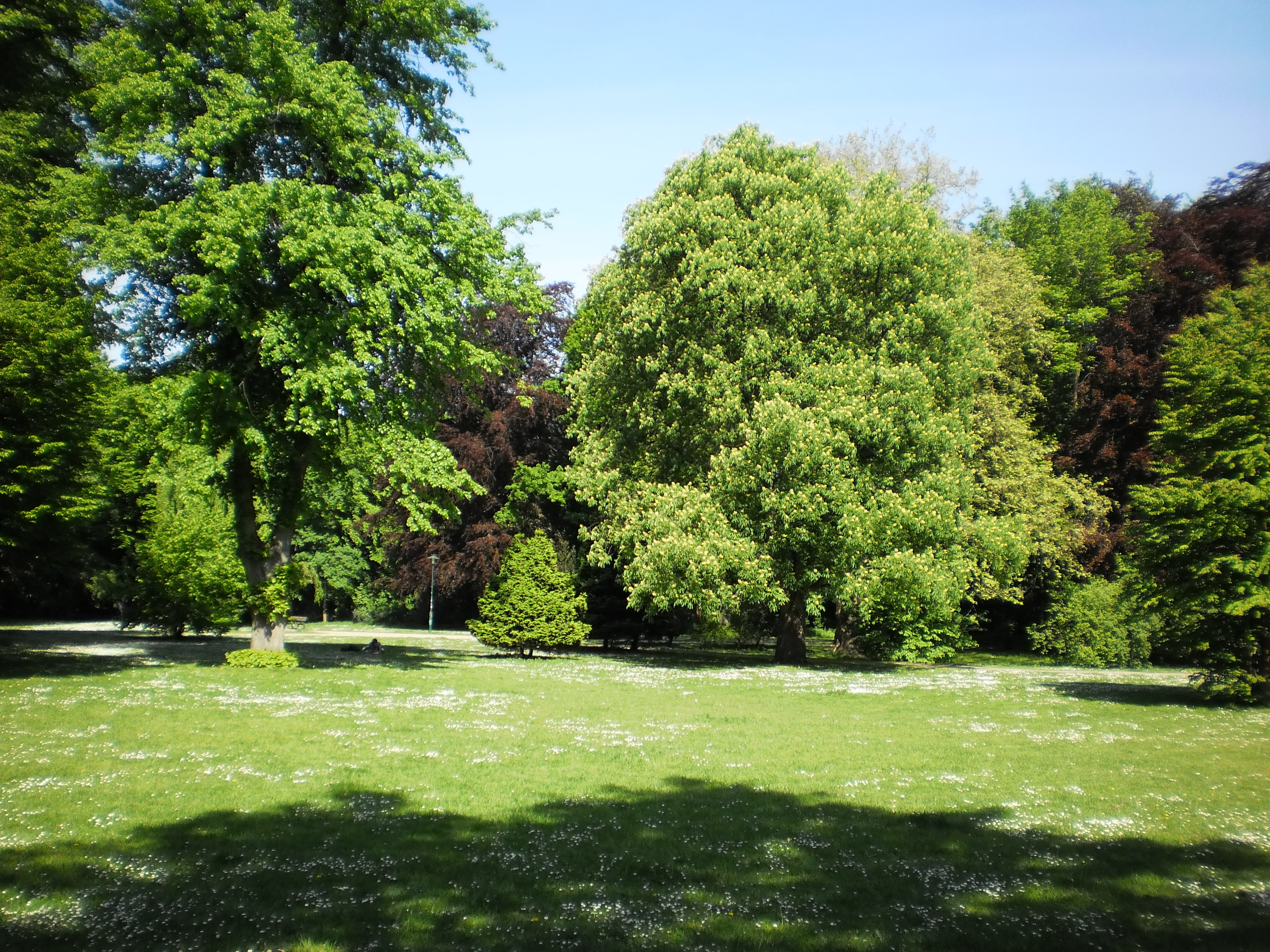
Rencks Park im Mai 2012

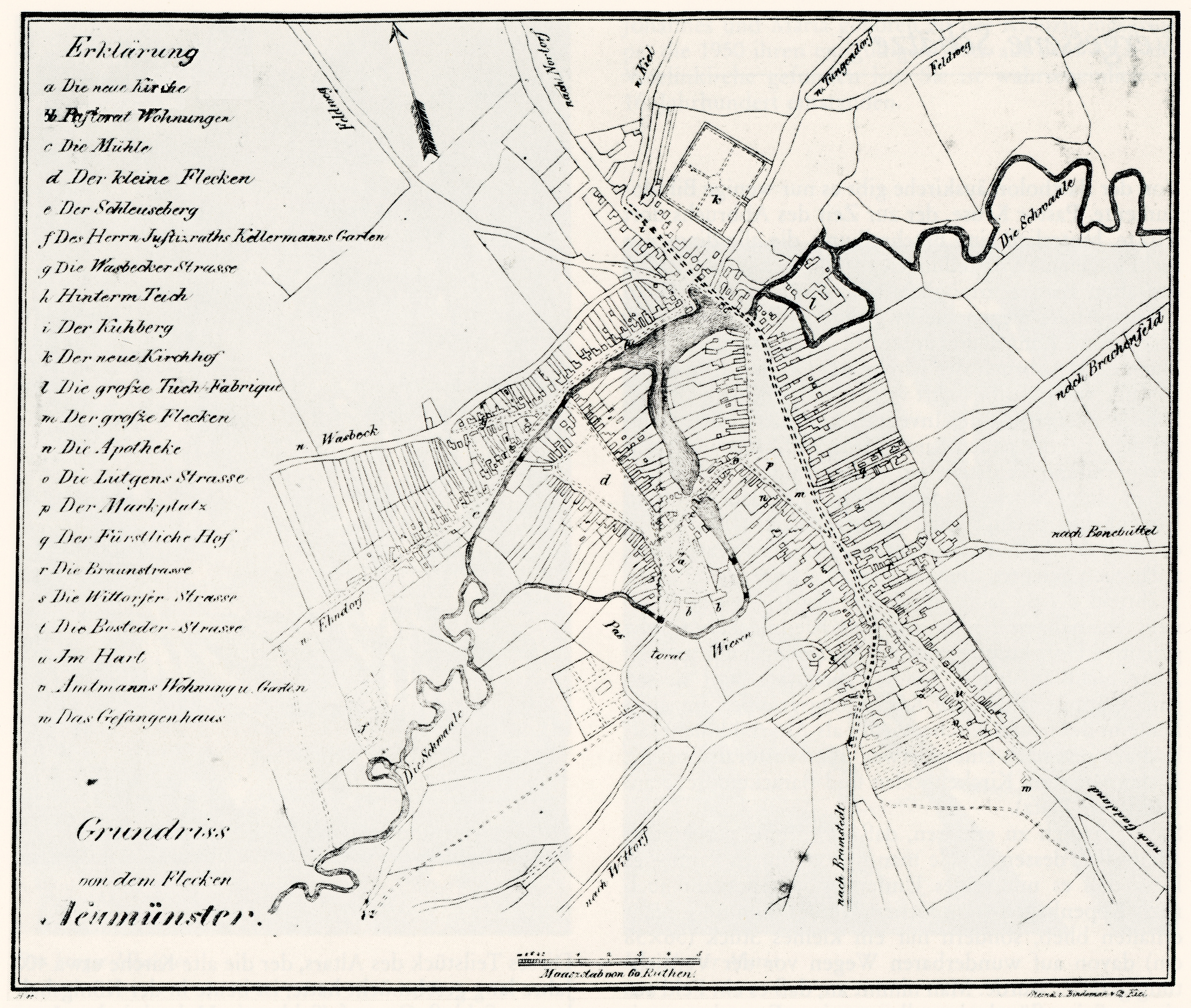
Neumünster im Jahr 1836. Die damals bebaute Klosterinsel ist deutlich als annähernd quadratische Schleife der Schwale zu erkennen. Dieser Flussverlauf ist heute noch als Bodenvertiefung zu sehen und gehört zum heutigen Rencks Park.

Der Rencks Park ist eine Parkanlage in der Innenstadt von Neumünster.

## Geschichte
Im Jahr 1857 ließ sich der Tuchfabrikant und Etatsrat Detlev Anton Renck den Park direkt an der Klosterinsel am Schwaleufer anlegen. Im Jahr 1870 stifteten seine Erben Hans Lorenz Renck (1840–1893) und Pauline Renck, die Witwe des Gründers, anlässlich der Stadtgründung den Park der Stadt Neumünster als Erholungsgebiet für die Bürger. Nachdem der letzte Erbe Heinrich Renck auch auf seinen Garten verzichtet hatte, wurden 1921 die restlichen schmiedeeisernen Gitter entfernt und der Park in seiner vollen Größe der Öffentlichkeit zugänglich gemacht.

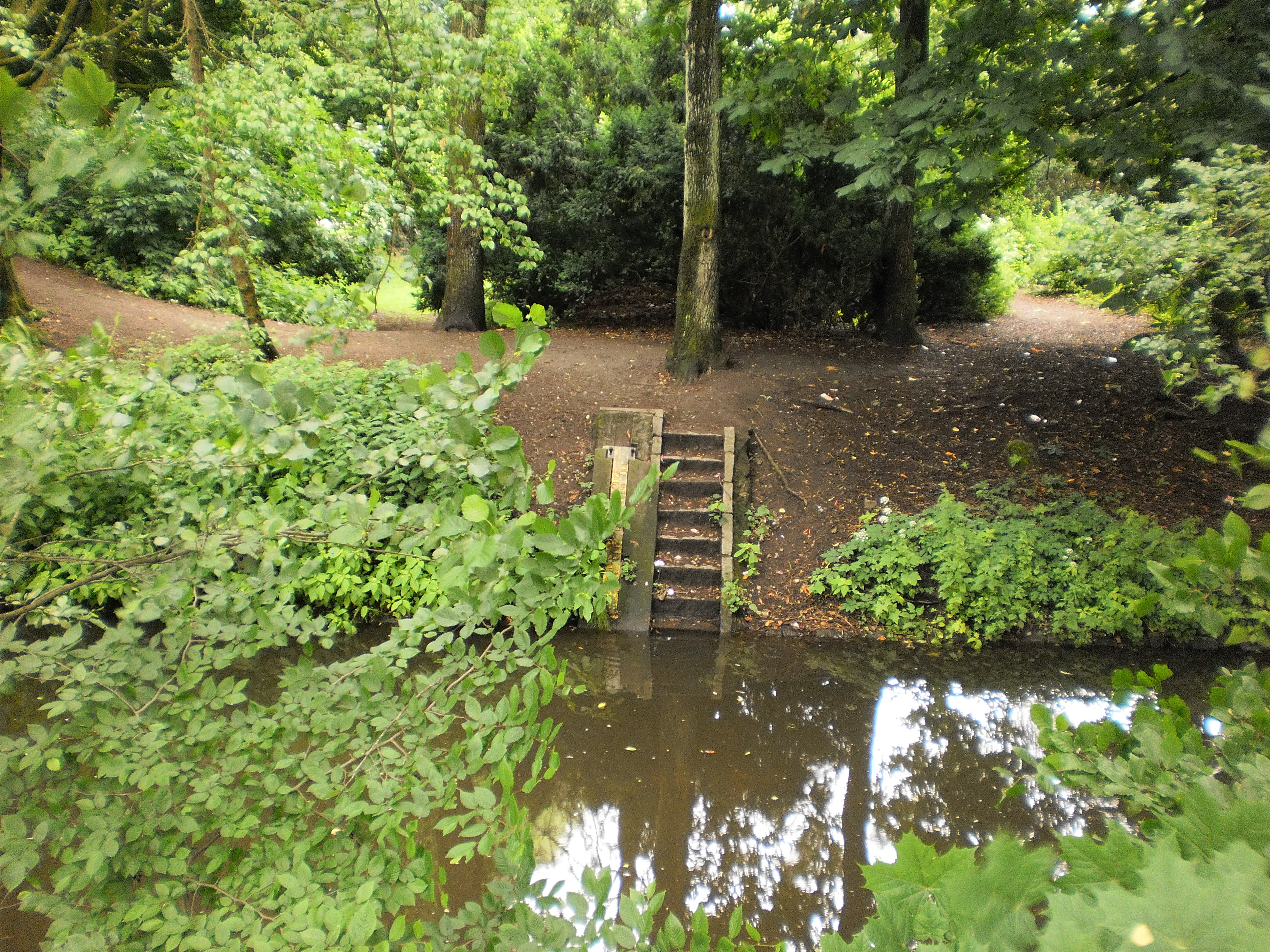
An der Schwale im Park (2012)
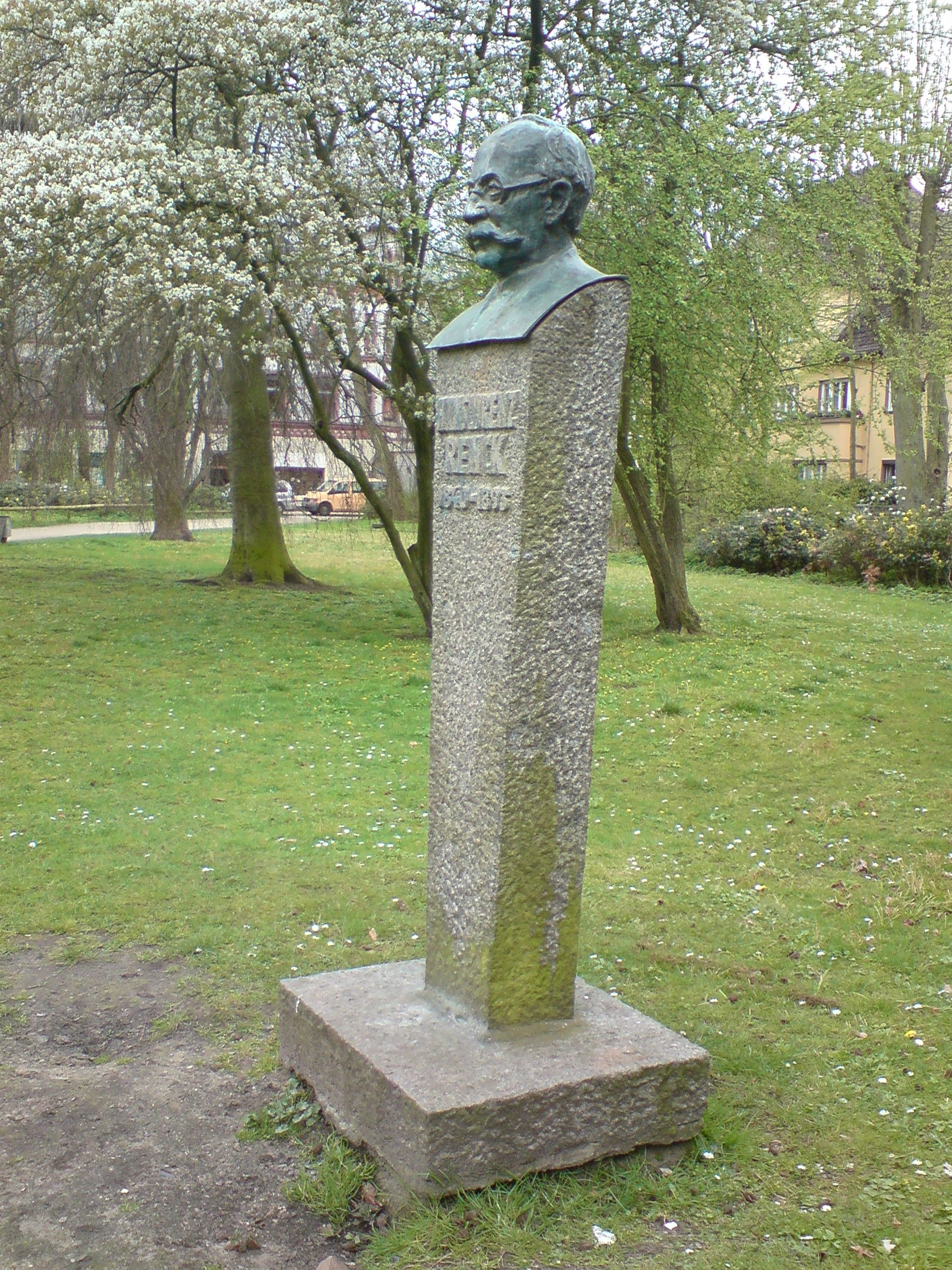
Denkmal für Hans Lorenz Renck im Park
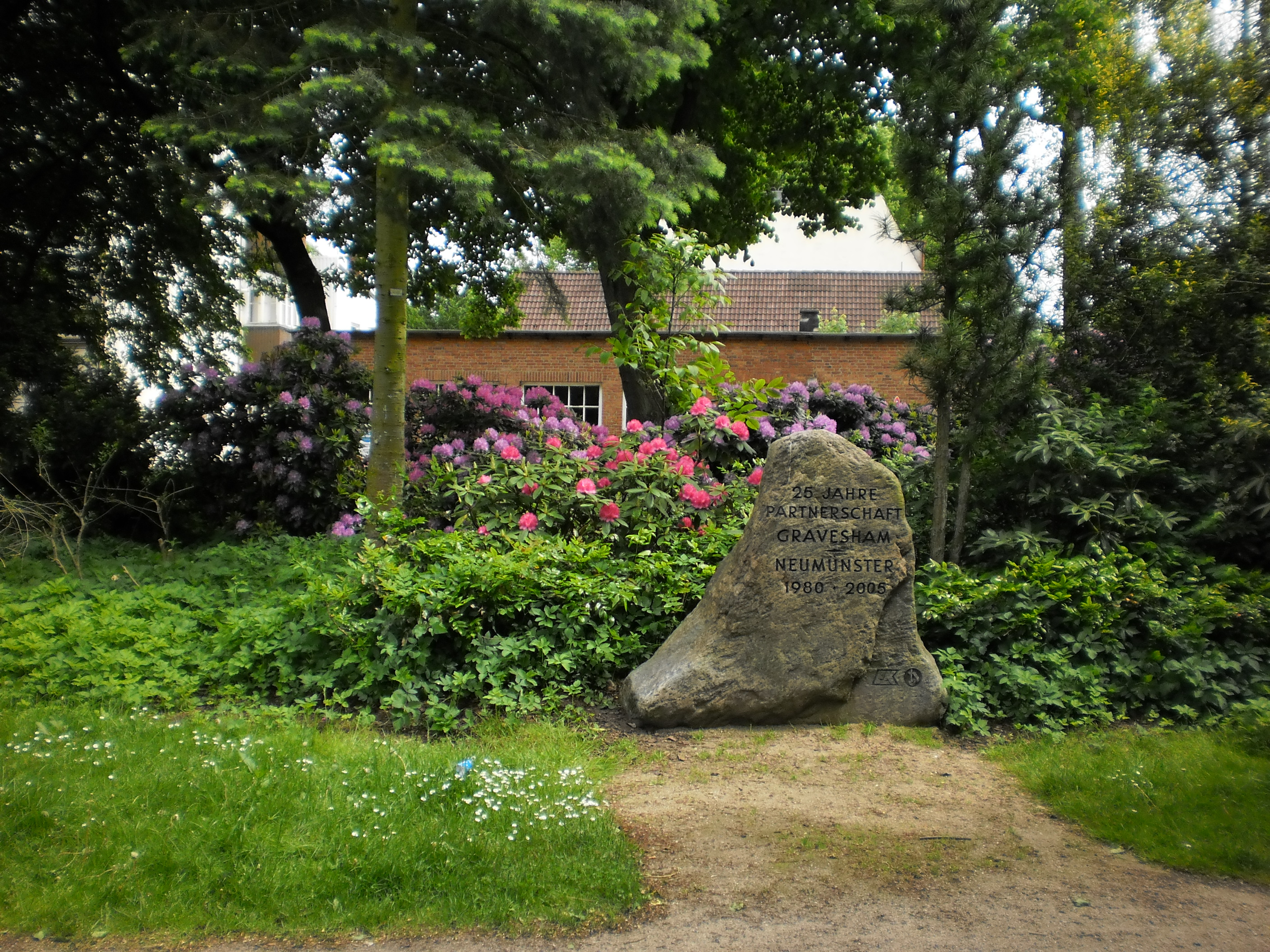
Gedenkstein: 25 Jahre Partnerschaft mit dem Bezirk Gravesham
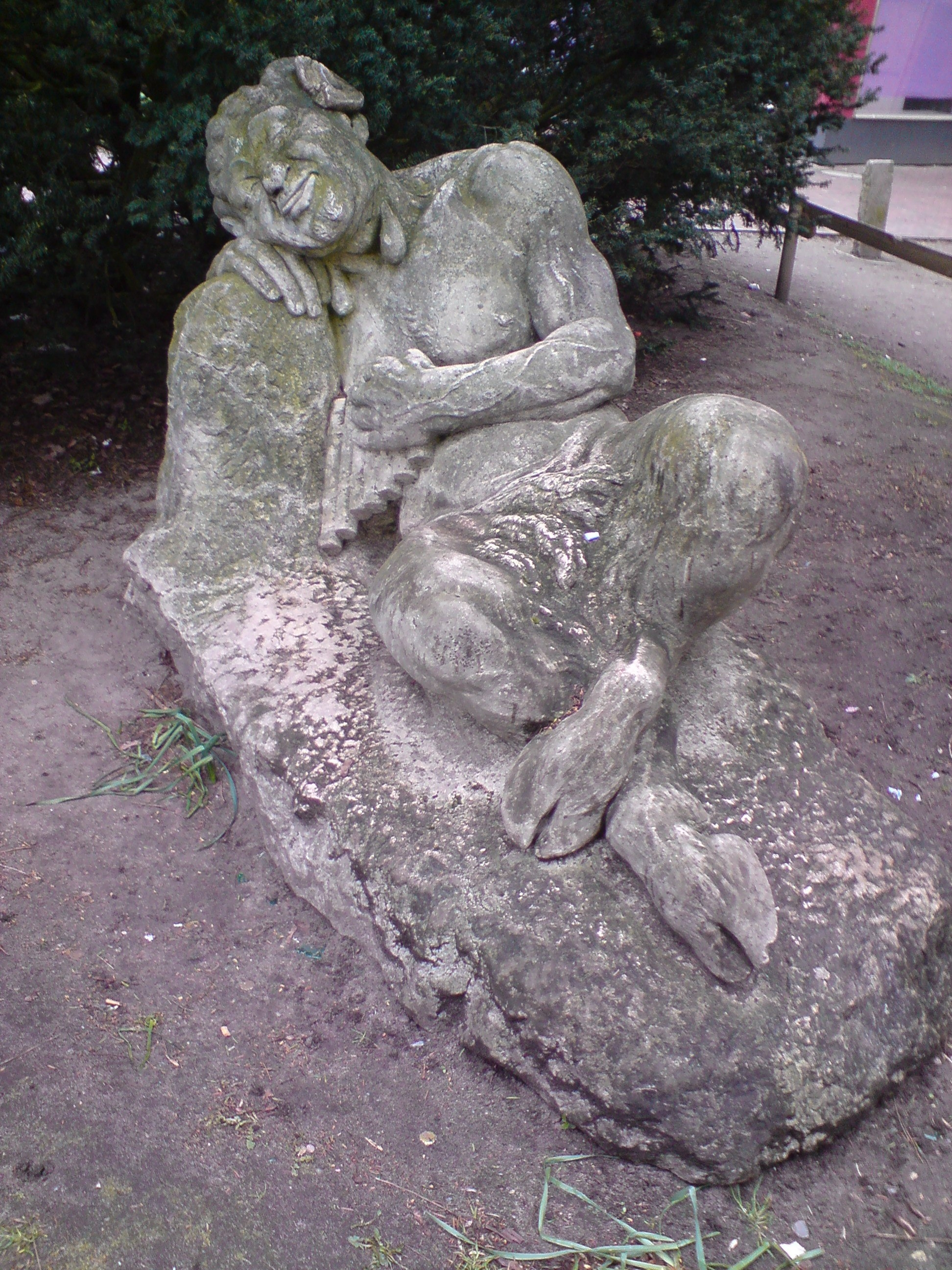
Skulptur Pan von Hans Bauer
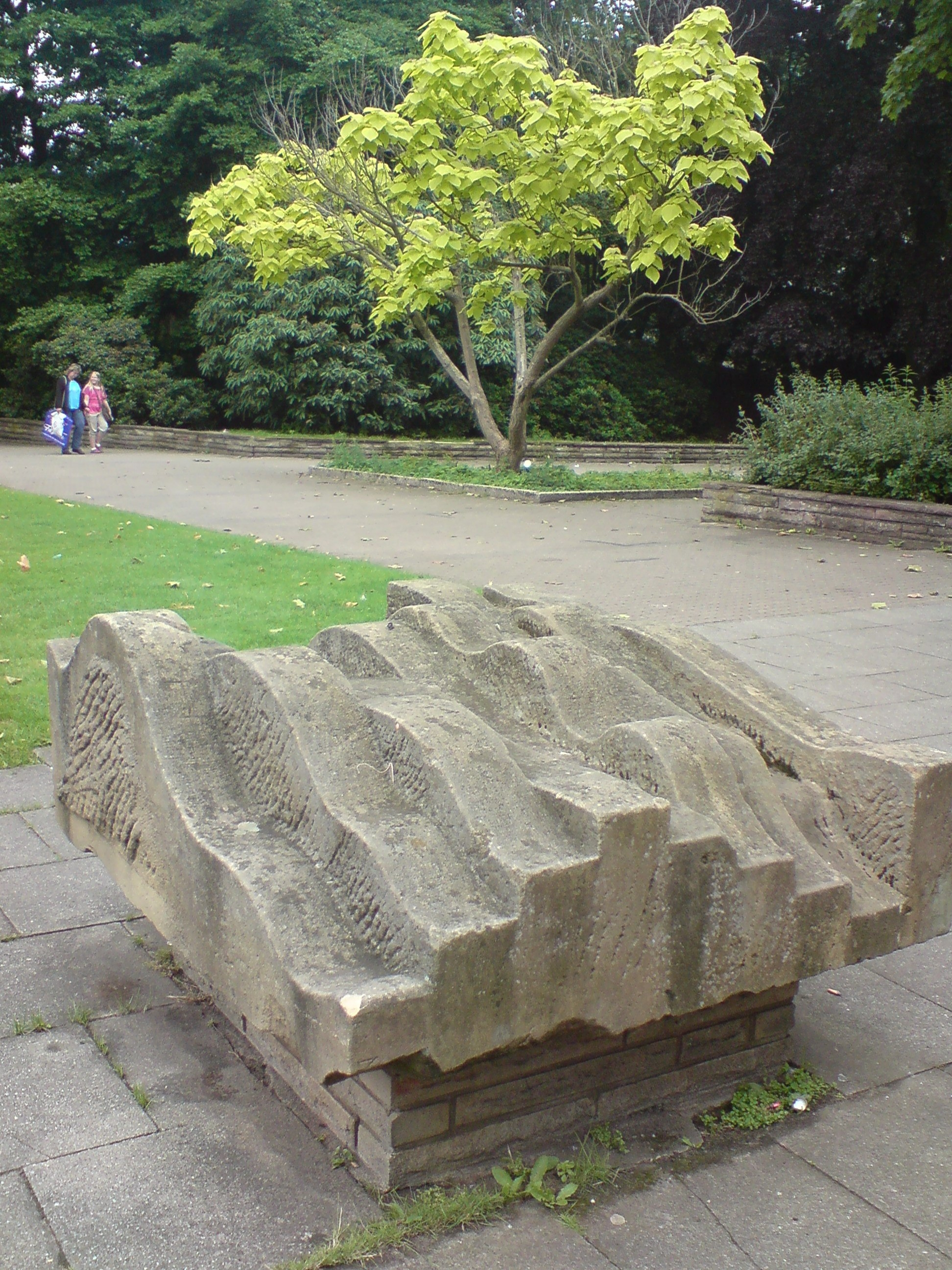
Plastik Wellen von Erwin Reiter

## Gebäude innerhalb des Parks
- Villa Köster (Parkstraße 11). Dieses Haus diente 1973 als Drehort zum Film Bauern, Bonzen und Bomben von Egon Monk nach dem Roman von Hans Fallada.
- Tagesklinik des DRK (Parkstraße 17). Dieses Gebäude steht auf dem Grundstück des 2010 abgerissenen ehemaligen Kontorhauses Hanssen, in dem von 1962 bis 2002 das damalige Textilmuseum Neumünster untergebracht war.

## Skulpturen
- Im Park befindet sich ein Gedenkstein, der an 25 Jahre Partnerschaft zwischen Neumünster und dem Verwaltungsbezirk Gravesham erinnert.
- Die Skulptur Pan, 1902 geschaffen von Hans Bauer, stand ehemals im Garten der Villa Köster und jetzt am Klostergraben.
- Die von Georg Fuhg gestaltete Stele mit der Büste von Hans Lorenz Renck wurde am 7. September 1963 durch Oberbürgermeister Walter Lehmkuhl enthüllt.
- Die Plastik Wellen von Erwin Reiter, ehemals Bestandteil eines Brunnen-Ensembles.

## Lage
Am Rande des Parks liegen die Theodor-Litt-Schule sowie die Klaus-Groth-Schule Neumünster. Eingerahmt wird der Rencks Park von der Marienstraße, der Parkstraße, der Holstenstraße und der Rencks Allee (4 bis 8).